# Église évangélique luthérienne en Namibie
L'Église évangélique luthérienne en Namibie (ELCIN) est la plus grande église protestante d’obédience luthérienne en Namibie, dans un pays lui-même à majorité luthérienne. Elle regroupe 703 893 membres et compte 123 paroisses, essentiellement dans le nord de la Namibie. Issue du travail missionnaire de la Société des missions finlandaise et initialement connue sous le nom d’Église évangélique luthérienne d'Ovambo-Kavango ( Evangelical Lutheran Ovambo-Kavango Church ou ELOC), elle a joué un rôle actif dans la lutte contre l’apartheid et dans la lutte pour l’indépendance de la Namibie.
Les autres églises luthériennes sur le territoire namibien sont l'Église évangélique luthérienne en République de Namibie et l'Église évangélique luthérienne germanophone en Namibie, toutes deux issues de l'évangélisation conduite par les missionnaires allemands de la Mission rhénane.
Ces trois églises sont regroupées au sein d'une union d'églises, le "Conseil uni des églises luthériennes namibiennes" (United Church Council: Namibia Evangelical Lutheran Churches), avec comme but de parvenir à fusionner en une seule église.
Le président actuel de l’ELCIN est l’évêque Dr Shekutaamba V. V. Nambala.

## Histoire
L’ELCIN est issue du travail missionnaire de la Société des missions finlandaise qui avait commencé son ministère au sein des peuples Ovambo et Kavango en 1870, dans une région à cheval sur le nord du Sud-Ouest africain allemand et le sud de l'Angola. 
En 1954, elle fut constituée en église indépendante sous le nom d’Église évangélique luthérienne d’Ovambo-Kavango (Evangelical Lutheran Ovambo-Kavango Church ou ELOC). Son premier président fut Birger Eriksson.
Le premier évêque namibien de l’ELOC fut Leonard Auala, qui joua un rôle notable dans la lutte pour l’indépendance de la Namibie. En particulier, il co-signa une lettre au premier ministre sud-africain Vorster en 1971 où il déclarait son opposition à la poursuite de l’administration du territoire namibien par l’Afrique du sud, et son acceptation de la recommandation de la Cour internationale de justice appelant au retrait du mandat confié à l’Afrique du Sud et à l’ouverture d’une période de transition vers l’indépendance. L’autre signataire de cette lettre était le modérateur du synode de l’Église évangélique luthérienne dans le Sud-Ouest africain, issue quant à elle de la Mission rhénane et qui deviendra par la suite l’Église évangélique luthérienne en République de Namibie (Evangelical Lutheran Church in the Republic of Namibia)
.
En 1984, l’ELOC fut rebaptisée de son nom actuel : Église évangélique luthérienne en Namibie (ELCIN).
Le deuxième évêque de l’ELCIN,  Kleopas Dumeni, joua également un rôle important en faisant connaître les difficultés auxquelles les Namibiens avaient à faire face sous l’administration sud-africaine. Il eut à souffrir d’une atteinte personnelle au cours de cette lutte pour l’indépendance : sa fille de 18 ans fut tuée par l’explosion d’une bombe en 1988.
En 2007, l’ELCIN s’unit avec l'Église évangélique luthérienne en République de Namibie (Evangelical Lutheran Church in the Republic of Namibia) et l’ Église évangélique luthérienne germanophone en Namibie (German-speaking Evangelical Lutheran Church in Namibia (GELK) ) ) pour former le "Conseil uni des églises luthériennes namibiennes" (United Church Council: Namibia Evangelical Lutheran Churches), avec comme but de transformer à terme cette union d’églises en une seule église.

## Organisation
En 1992, l’église fut organisée en deux diocèses, le diocèse oriental et le diocèse occidental (Eastern Diocese et Western Diocese). Chaque diocèse fut confié à un évêque, l’un d’entre eux étant ensuite élu président de l’ELCIN.

## Affiliations
L’ELCIN participe activement au mouvement œcuménique au travers de ses différentes affiliations :
- Fédération luthérienne mondiale
- Communion luthérienne en Afrique australe
- "Conseil uni des églises luthériennes namibiennes" (United Church Council: Namibia Evangelical Lutheran Churches )
- "Conseil des Églises en Namibie" (Council of Churches in Namibia)
- Conseil œcuménique des Églises (COE)